# Kiss of the Dragon
Kiss of the Dragon er en actionfilm fra 2001 instrueret af Chris Nahon med kungfu-stjernen Jet Li i hovedrollen. Luc Besson har produceret filmen og sammen med bl.a. Li skrevet manuskriptet. Filmen er kendt for kun i beskedent omfang at gøre brug af computeranimation og andre hjælpemidler i actionscenerne.

## Handling
Det kinesiske efterretningsvæsens bedste agent Liu Jiuan (Jet Li) kommer til Paris på en ømtålelig og tophemmelig specialopgave. Sammen med fransk politi skal han indkredse og uskadeliggøre en fransk-kinesisk narkosammensværgelse. Men politichefen er korrupt, og gennem en konspiration bliver Liu nu Paris’ mest jagede mand. Den eneste, han kan stole på, er den prostituerede Jessica (Bridget Fonda), og sammen bliver de brutalt kastet ind i en livsfarlig forfølgelse i det centrale Paris.

## Eksterne Henvisninger
- Kiss of the Dragon på Internet Movie Database (engelsk)
- Kiss of the Dragon på Filmdatabasen
- Kiss of the Dragon på Scope
- Kiss of the Dragon i Svensk Filmdatabas (svensk)
- Kiss of the Dragon på AlloCiné (fransk)
- Kiss of the Dragon på MovieMeter (nederlandsk)
- Kiss of the Dragon på AllMovie (engelsk)
- Kiss of the Dragon hos American Film Institute (engelsk)
- Kiss of the Dragon på Turner Classic Movies (engelsk)
- Kiss of the Dragon på The Movie Database (engelsk)